# Eversbuschstraße
Die Eversbuschstraße ist eine Innerortsstraße im Stadtbezirk Allach-Untermenzing (Nr. 23) von München. Sie verbindet, überwiegend als Staatsstraße 2063 qualifiziert, die Stadtteile Untermenzing und Allach und führt weiter in die Gemeinde Karlsfeld.

## Verlauf

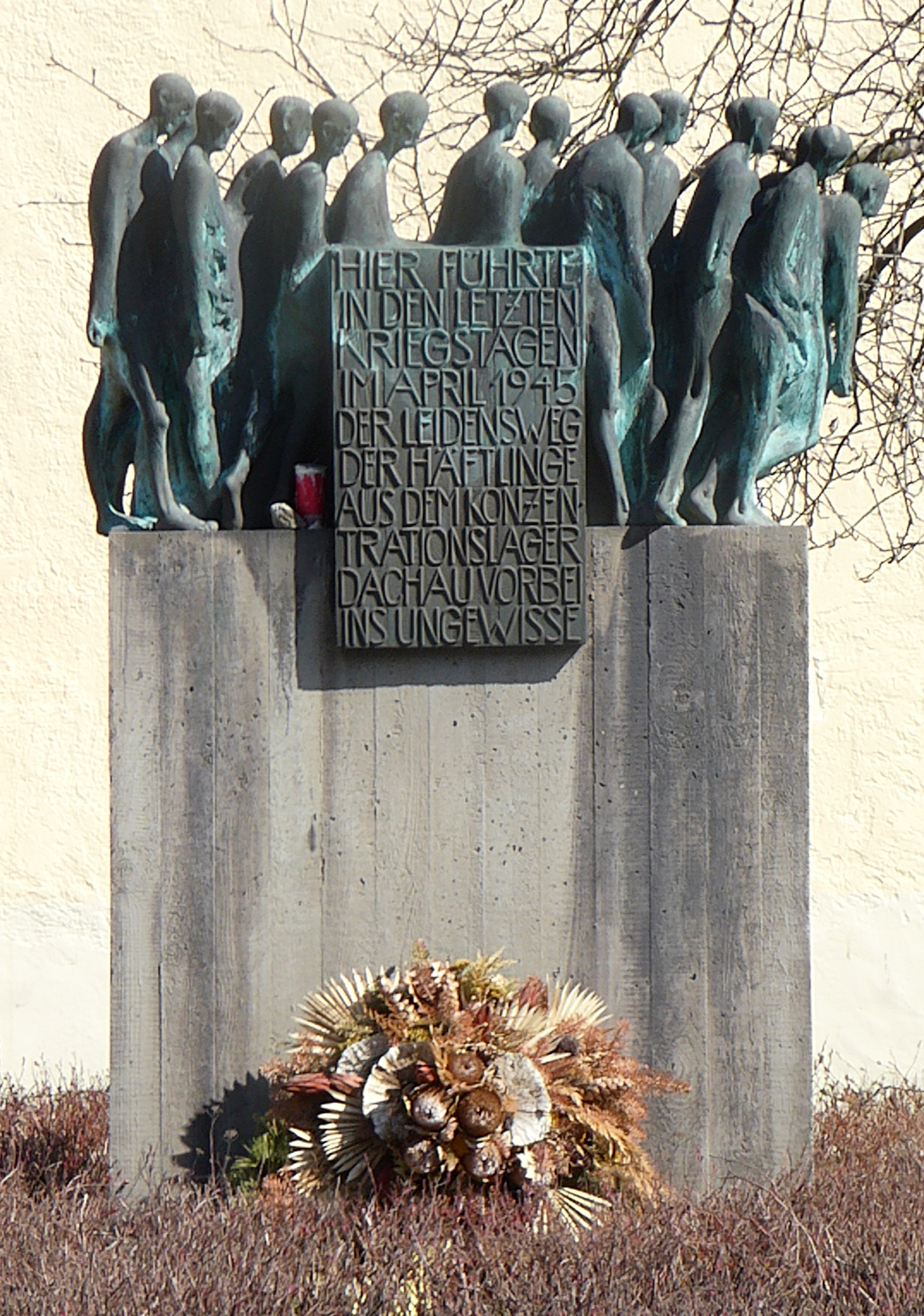
Todesmarschdenkmal an der Eversbuschstraße

Die Straße beginnt im Süden an der großzügig ausgebauten Von-Kahr-Straße gegenüber der Inselmühle und führt unweit des rechten Ufers der Würm nach Norden. Sie setzt dabei die am linken Ufer der Würm verlaufende und von Pasing kommende Pippinger Straße (beide als Teil der von Dachau nach Starnberg führenden und der Würm folgenden Staatsstraße) nach Norden fort. In Untermenzing ist der dörfliche Charakter der Straße durch Neu- und Umbauten weitgehend verloren gegangen, so dass das geschützte Ensemble Untermenzing im Jahr 2011 aufgehoben wurde, „da die entlang der Eversbuschstraße gereihten, meist giebelständigen Bauten, großflächig durch Neubauten in erweiterter Kubatur ersetzt wurden und der Ortskern seinen dörflichen Charakter verloren hat“. Die Straße führt östlich an der spätgotischen Untermenzinger Kirche Sankt Martin vorbei und lässt nach dem Abzweig der Pfarrer-Grimm-Straße nach Osten die Grundschule an der gleichnamigen Straße rechts liegen. Weiter passiert sie die Einmündung der von Osten kommenden und hier endenden Allacher Straße und den Abzweig der zunächst nur als Fußweg ausgebauten Willstätterstraße, lässt die lange (Hausnummern bis 115) Auenbruggerstraße und die zu dieser parallele Theodor-Fischer-Straße nach Westen über die Würm abzweigen und nimmt die Willstätterstraße wieder auf. Sie quert die Kreuzung mit der Vesaliusstraße und der Nigglstraße, wobei die letztere über die Würm führt, kreuzt die Sankt-Johann-Straße (mit Fußgängerbrücke über die Würm) und lässt nördlich der Waltenbergerstraße die Mittelschule an der Franz-Nißl-Straße rechts liegen. An der Einmündung der von Osten kommenden Höcherstraße steht ein Todesmarsch-Mahnmal, das an den Todesmarsch aus dem KZ Dachau Ende April 1945 erinnert. Von hier an nach Norden ist der Ortskern Allach ein geschütztes Ensemble (E-1-000-62-2). Weiter nördlich zweigt der Paul-Ehrlich-Weg über die Würm ab; die Ludwigsfelder Straße kommt von Osten. An der Westseite der Straße liegt das Wirtshaus Allacher Mühle (Nr. 173). Über die Würm führt die Kieselstraße und gegenüber deren Abzweig steht die Grundschule an der Eversbuschstraße 182. Nun folgt auf der Westseite die Kirche St. Peter und Paul (Allach) mit dem Friedhof Allach. Die Eisenbahnumgehungsbahn des Münchner Nordrings wird unterfahren und der Autobahnring der Bundesautobahn 99, der hier im Allacher Tunnel verläuft, wird gequert. Nördlich nach Osten abgehend setzt sich die Staatsstraße 2063 als Otto-Warburg-Straße zur Dachauer Straße fort, während die Eversbuschstraße weiterhin parallel zur Würm nach Norden führt, die Eisolzrieder Straße nach Westen abgehen lässt und schließlich beim Bahnhof Karlsfeld an der Bahnstrecke München–Treuchtlingen (S-Bahn-Linie 2) die Würm überquert und in die Karlsfelder Bayernwerkstraße übergeht. Diese führt zunächst an der Bahnstrecke entlang und dann nach Osten zur Münchner Straße, der Fortsetzung der Dachauer Straße in München.

## Geschichte
Über die Eversbuschstraße führte Ende April 1945 der Todesmarsch von Gefangenen aus dem KZ Dachau, auf den mehrere Denkmäler auf seiner Strecke hinweisen. Sie Straße wurde schon im Sommer 1945 dadurch „entnazifiziert“, dass die Bezeichnungen mit den Namen von Hitler und Horst Wessel beseitigt wurden. Das Straßenprofil ist das alte geblieben, ein großzügiger Ausbau ist nicht erfolgt. Der dörfliche Charakter in Untermenzing ist verloren gegangen, so dass die Einstufung als geschütztes Ensemble dort 2011 gestrichen wurde. Gleichwohl sind die alten Dorfkerne noch erkennbar. Im nördlichen Teil der Straße besteht das Wohnbauprojekt Hirmerei.

## Namensgeber
Die Straße ist seit 1945 nach dem Direktor der Münchner Universitäts-Augenklinik Oskar Eversbusch (1853–1912) benannt.

## Öffentlicher Verkehr
Die Eversbuschstraße wird von den Buslinien 160, 164 und 165 bedient. Der Nordteil wird mit der S-Bahnlinie S 2 erreicht.

## Denkmalgeschützte Gebäude

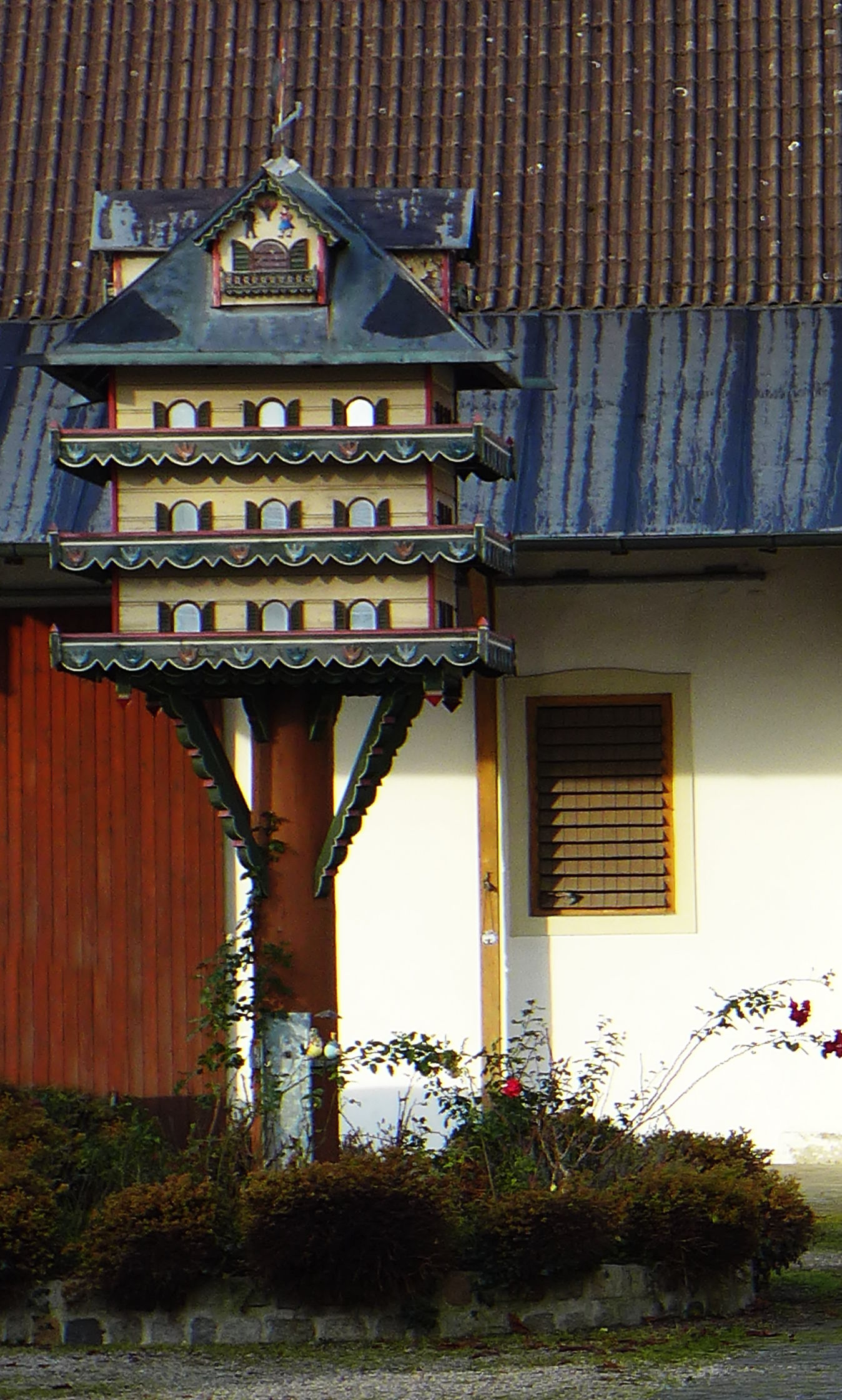
Taubenhaus bei Nr. 193a

- Nr. 21: Wohn- und Geschäftshaus, zweigeschossiger historisierender Flachsatteldachbau mit Erdgeschossrustika und Putzgliederung, spätes 19. Jahrhundert (Denkmalliste D-1-62-000-1585)
- Nr. 24: stattliches Bauernhaus, zweigeschossiger historisierender Satteldachbau mit Putzgliederung, bezeichnet 1910 (Denkmalliste D-1-62-000-1586)
- Nr. 29: Gasthaus zur Schwaige, zweigeschossiger neubarocker Halbwalmdachbau mit Gauben, Anfang 20. Jahrhundert (Denkmalliste D-1-62-000-1587)
- Nr. 35: ehemaliges Feuerwehrhaus, kleiner Sichtziegelbau mit Satteldach und korbbogigem Tor, bezeichnet 1884 (Denkmalliste D-1-62-000-1588)
- Nr. 39: Wohnhaus, erdgeschossiger historisierender Staffelgiebelbau über hohem Kellergeschoss mit Mezzanin und Säulenportikus, 1901 (Denkmalliste D-1-62-000-1589)
- Nr. 62: ehemaliges Bauernhaus, zweigeschossiger Satteldachbau mit angeschlepptem Vorbau, wohl um 1800; bauliche Einheit mit Esmarchstraße 2 (Denkmalliste D-1-62-000-1575)
- Nr. 151: Bauernhaus, zweigeschossig, ehemaliger Mittertennbau, angeblich im Kern 18. Jahrhundert (Denkmalliste D-1-62-000-1593)
- Nr. 159: ehemaliger Edelsitz oder stattliches Wohnhaus, seit 1779 Kinderheim der Mildtätigen Gesellschaft, später Schulhaus und Polizeistation, zweigeschossiger Satteldachbau mit Schopfwalm nach Osten, 1621/22 (dendrologische Datierung) (Denkmalliste D-1-62-000-8556)
- Nr. 160: Bauernhaus, zweigeschossig, 19. Jahrhundert (Denkmalliste D-1-62-000-1593)
- Nr. 166: Bauernhof, stattliches Bauernhaus (beim Clas), mit neubarocker Putzgliederung, Madonnenrelief, um 1900 (Denkmalliste D-1-62-000-1596)
- Nr. 183: Hof- und Wagenschmiede, kleiner Satteldachbau mit traufseitigem Vordach und hohem Kamin, 19. Jahrhundert (Denkmalliste D-1-62-000-1597)
- Nr. 193: zweigeschossiger langgestreckter Satteldachbau, mit abgewalmten Zwerchhäusern, Putzgliederung und Wandbildern, 18./19. Jahrhundert, dazu Taubenhaus, hölzernes dreigeschossiges Walmdachhaus mit umlaufenden Lauben und Gauben, 19./20. Jahrhundert (Denkmalliste D-1-62-000-1598)

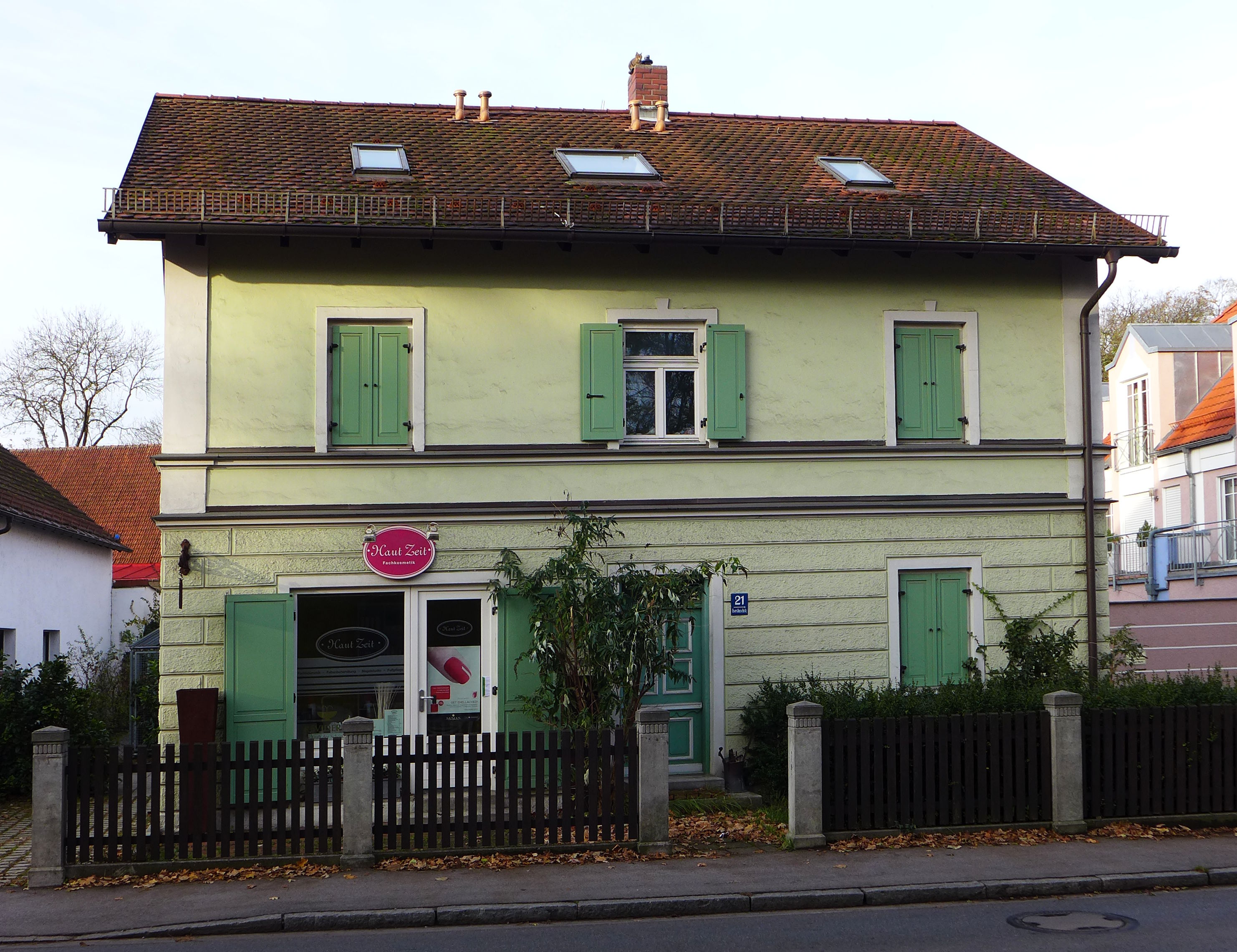
Eversbuschstraße 21
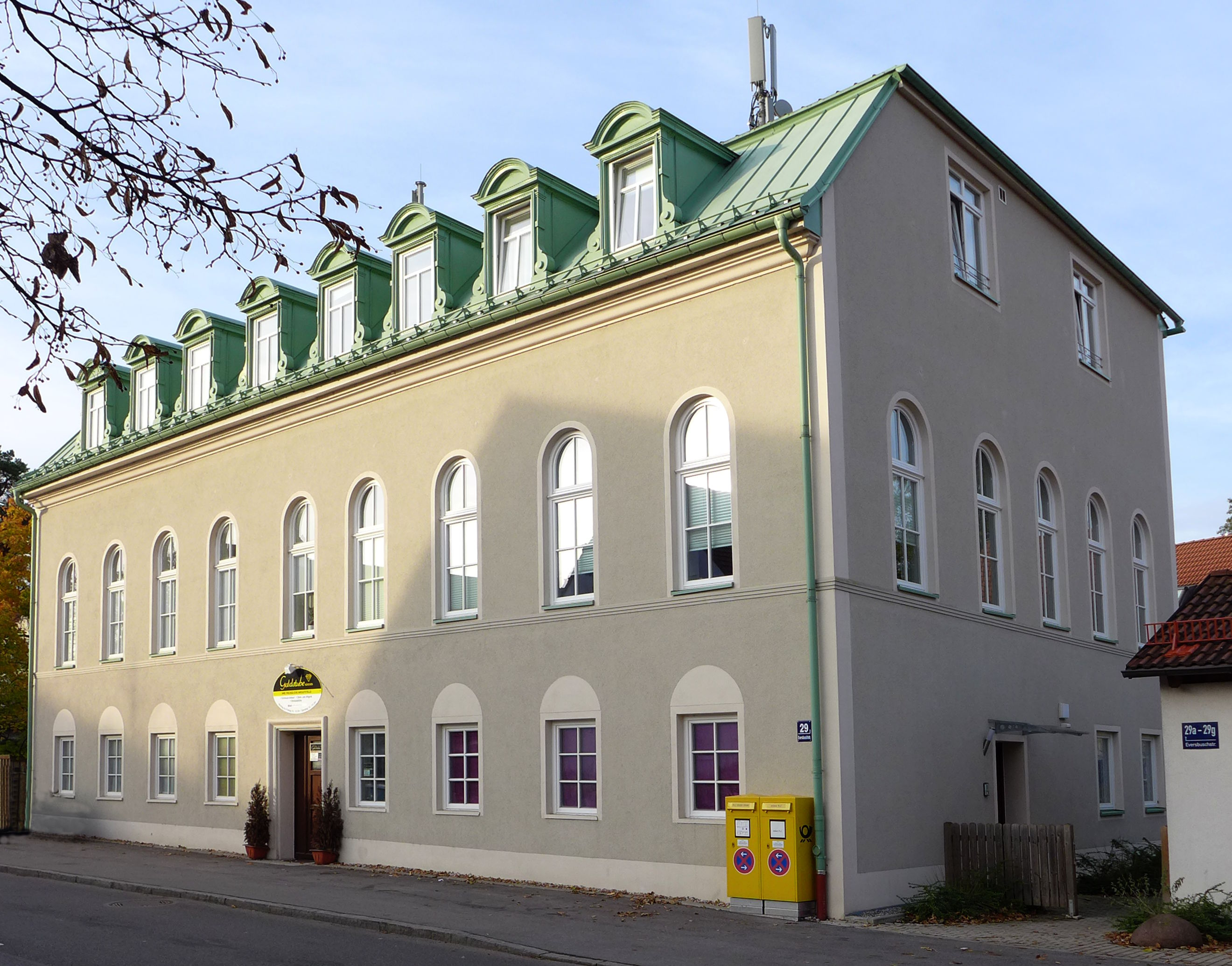
Eversbuschstraße 29
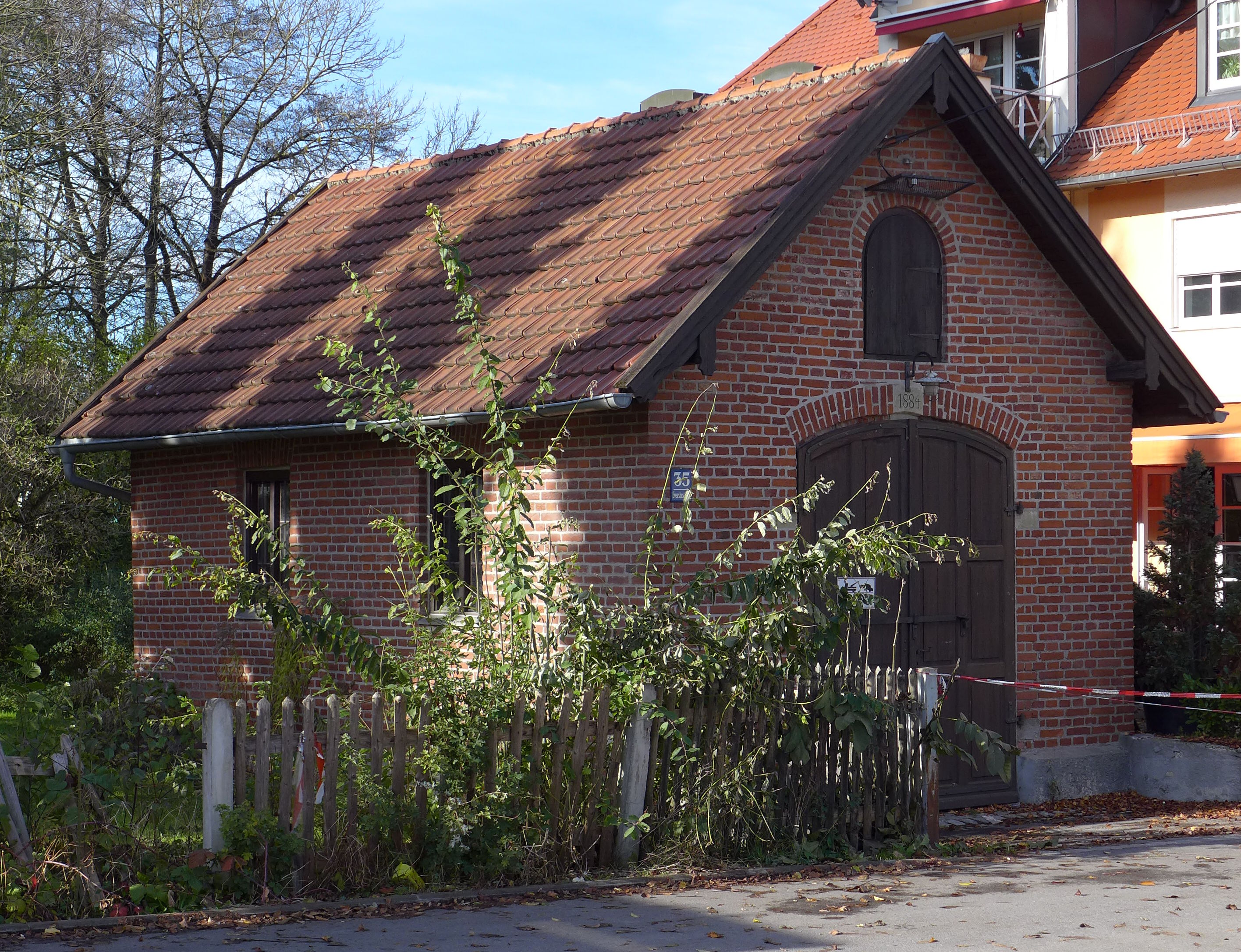
Eversbuschstraße 35
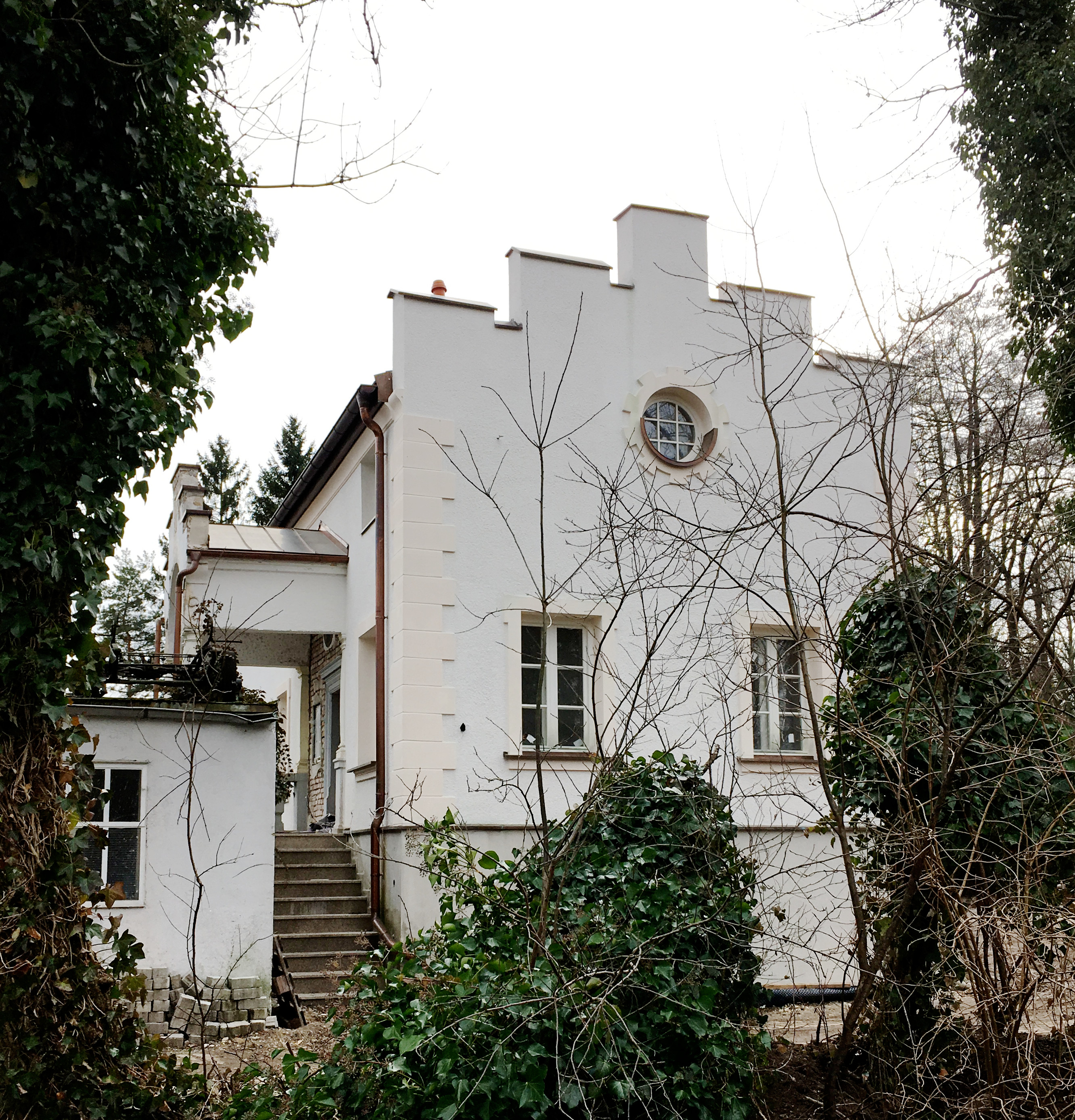
Eversbuschstraße 39
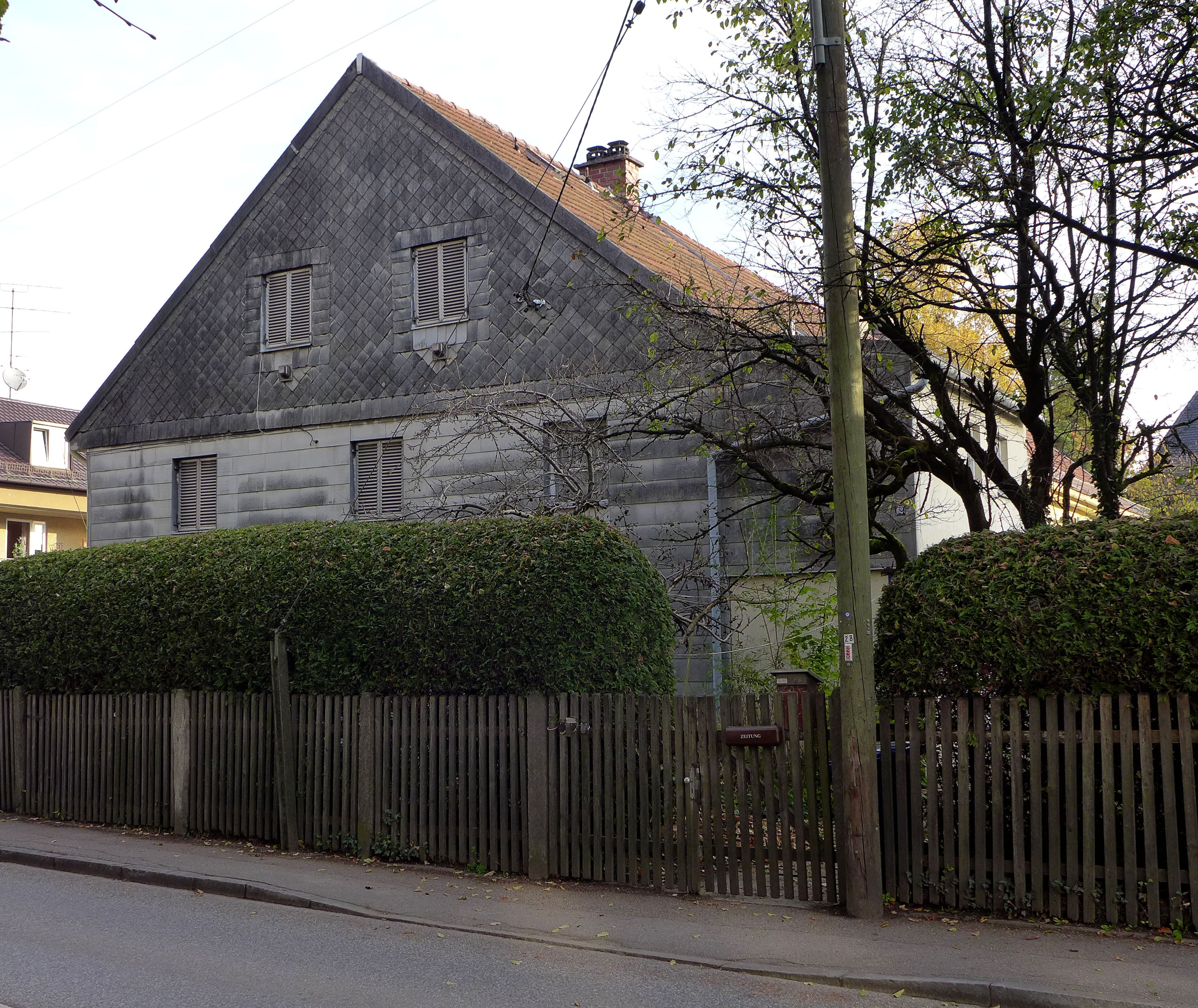
Eversbuschstraße 62
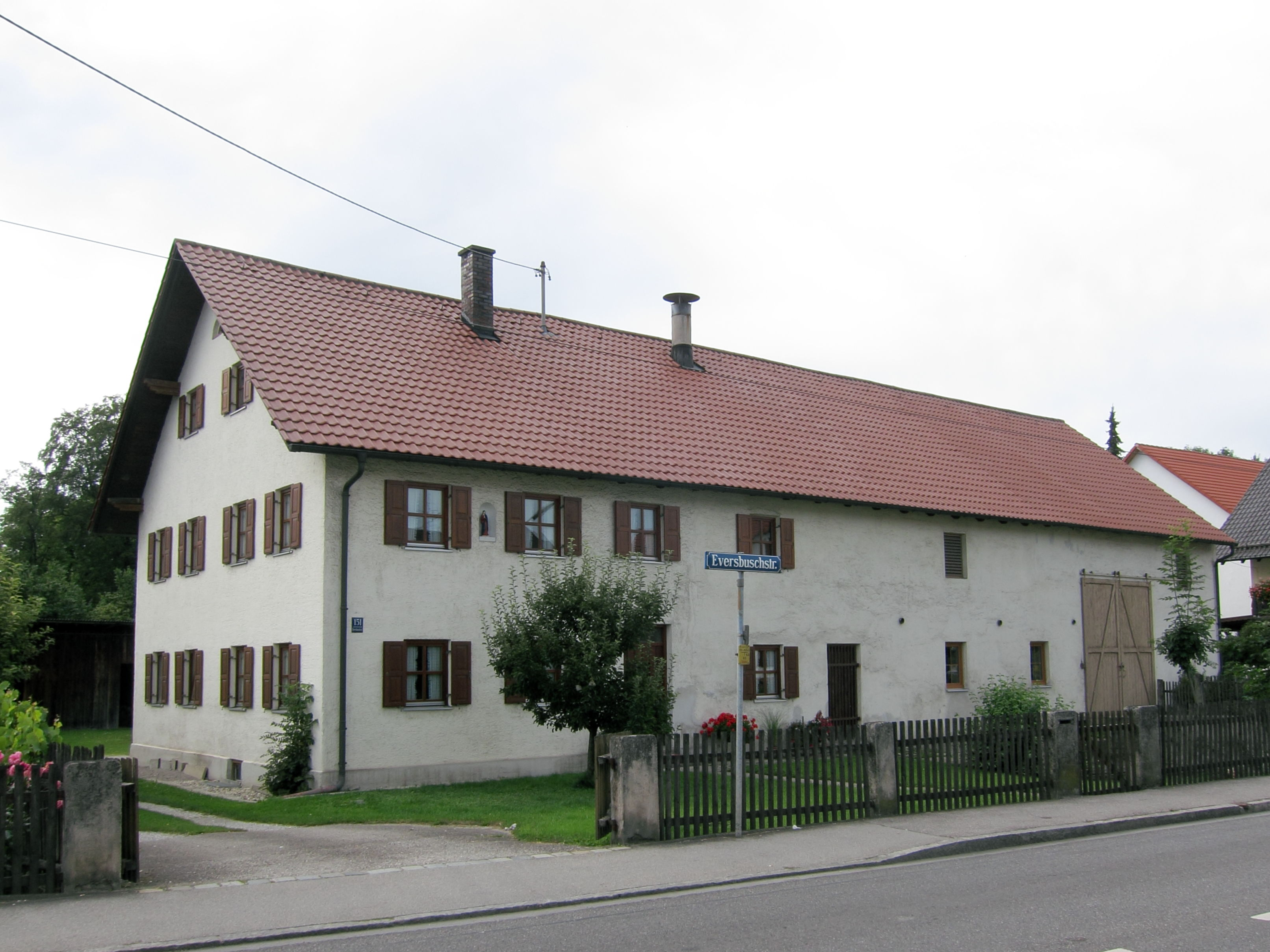
Eversbuschstraße 151
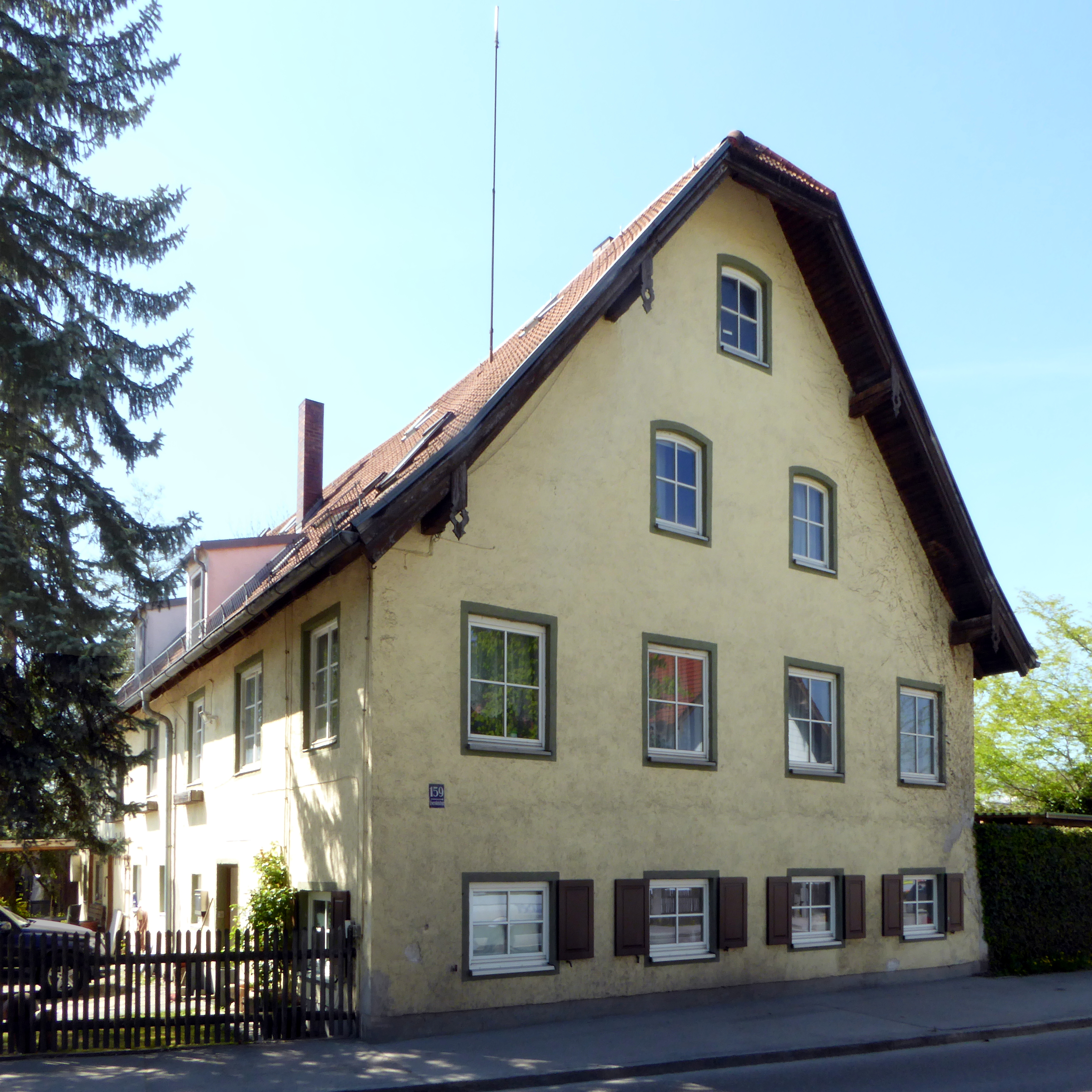
Eversbuschstraße 159
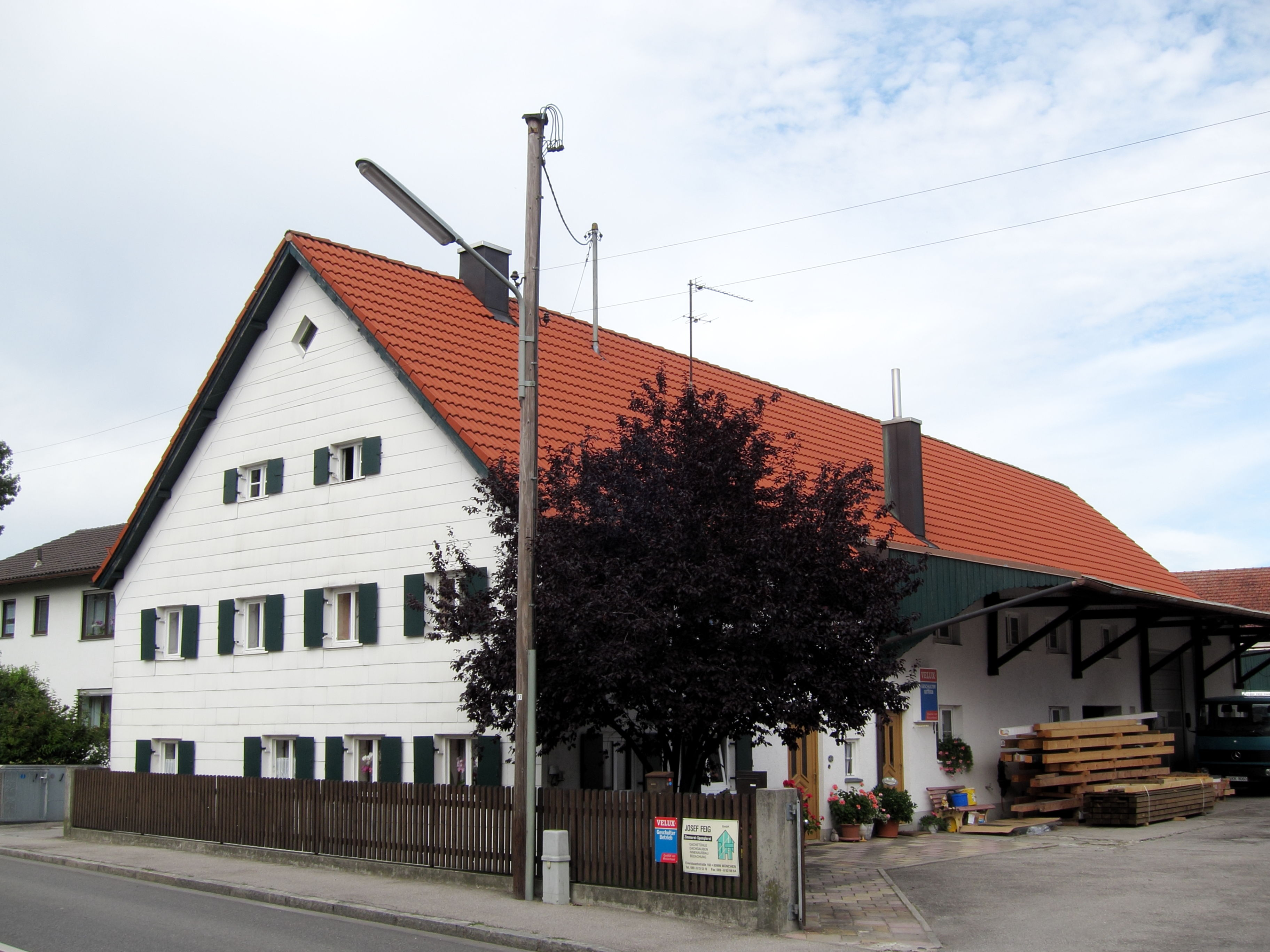
Eversbuschstraße 160
Eversbuschstraße 166
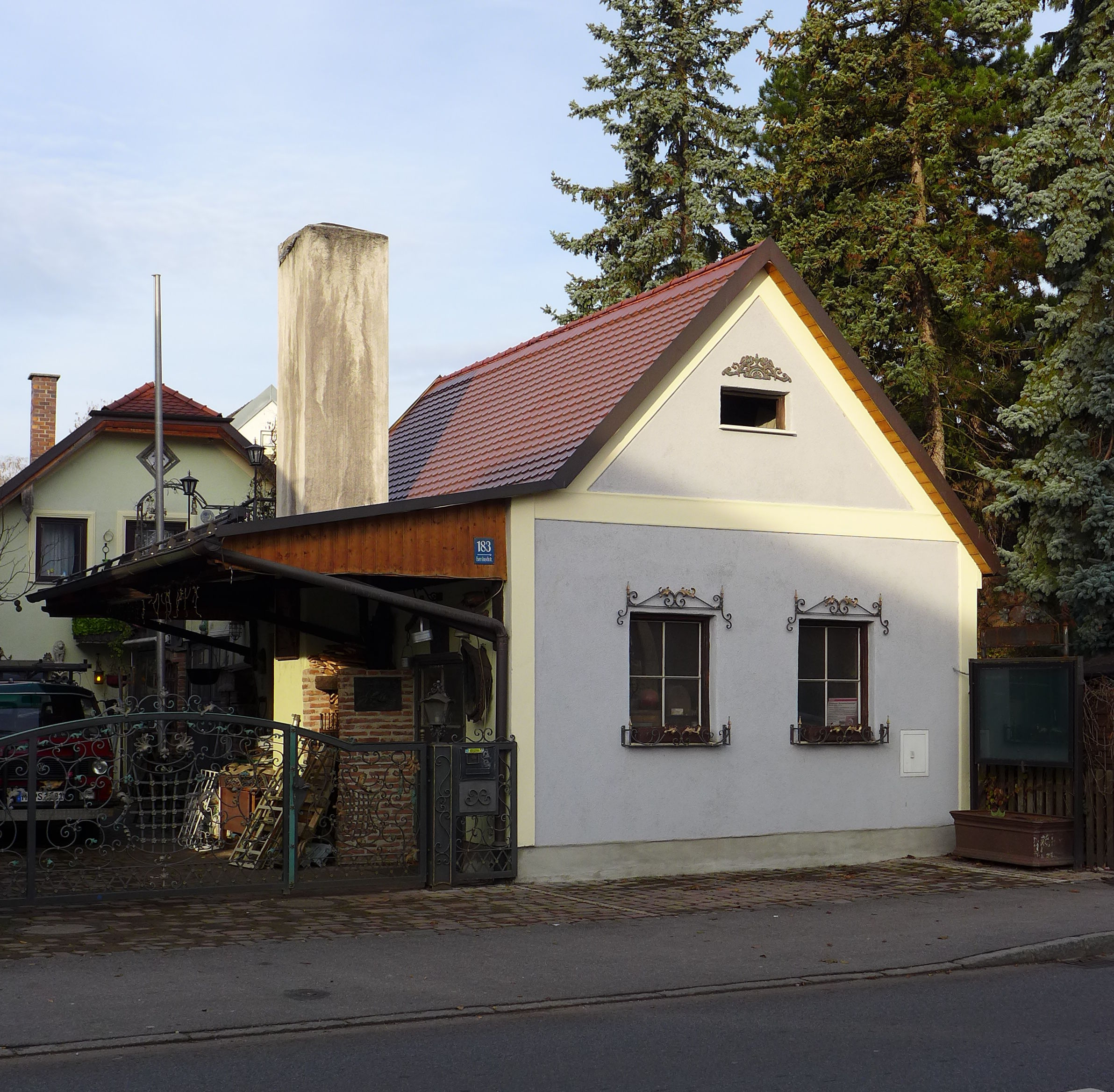
Eversbuschstraße 183
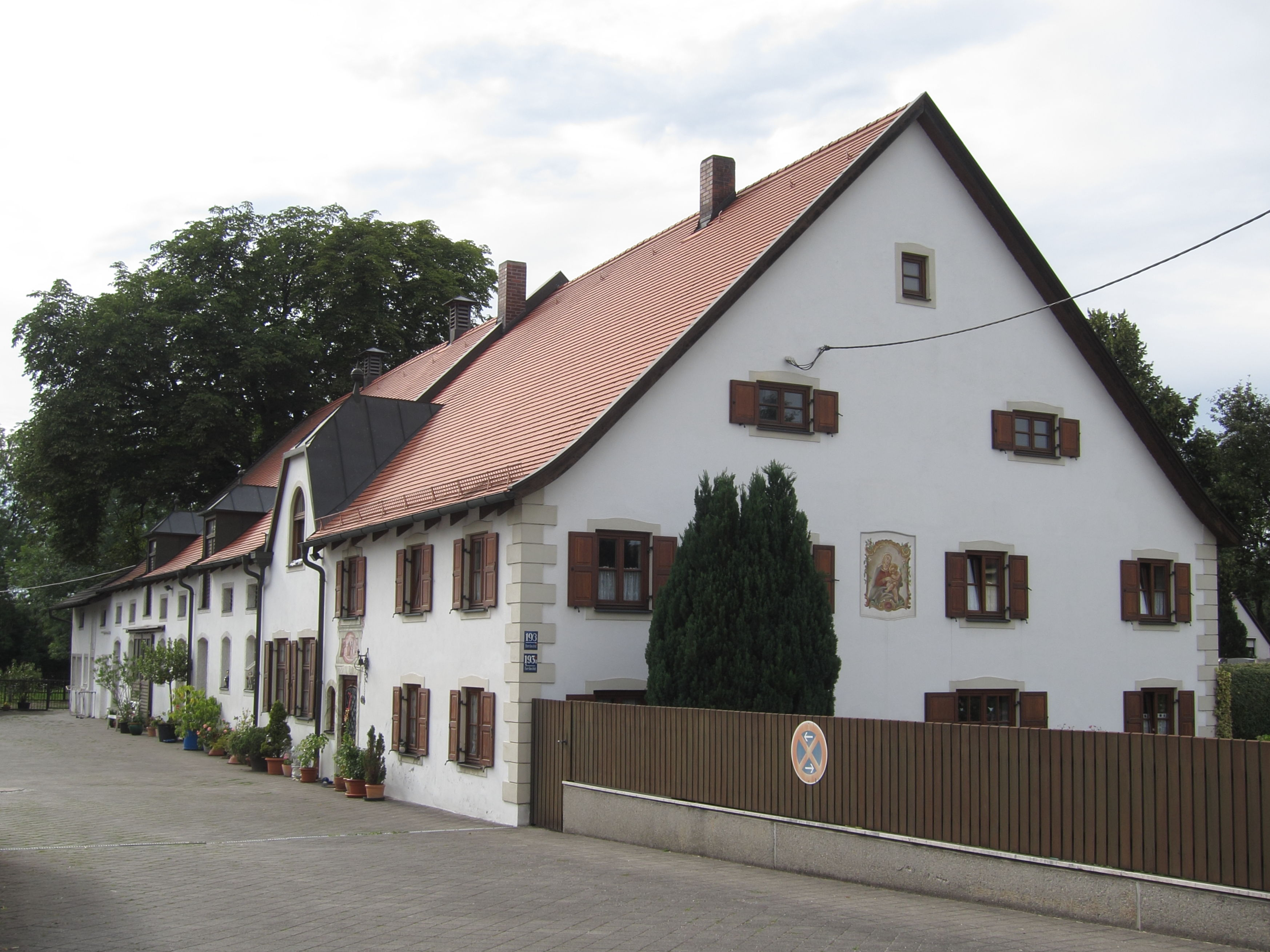
Eversbuschstraße 193

## Abgegangene und nicht mehr geschützte Gebäude
- Nr. 5: nach Abbruch 2000 aus der Denkmalliste gestrichen
- Nr. 54: Bauernhaus, eingeschossig, auf der Hofseite zweigeschossig, Mitterstallbau mit Satteldach, Ende 19. Jahrhundert; nach Einsturz 1994 aus der Denkmalliste gestrichen

## Kirchen

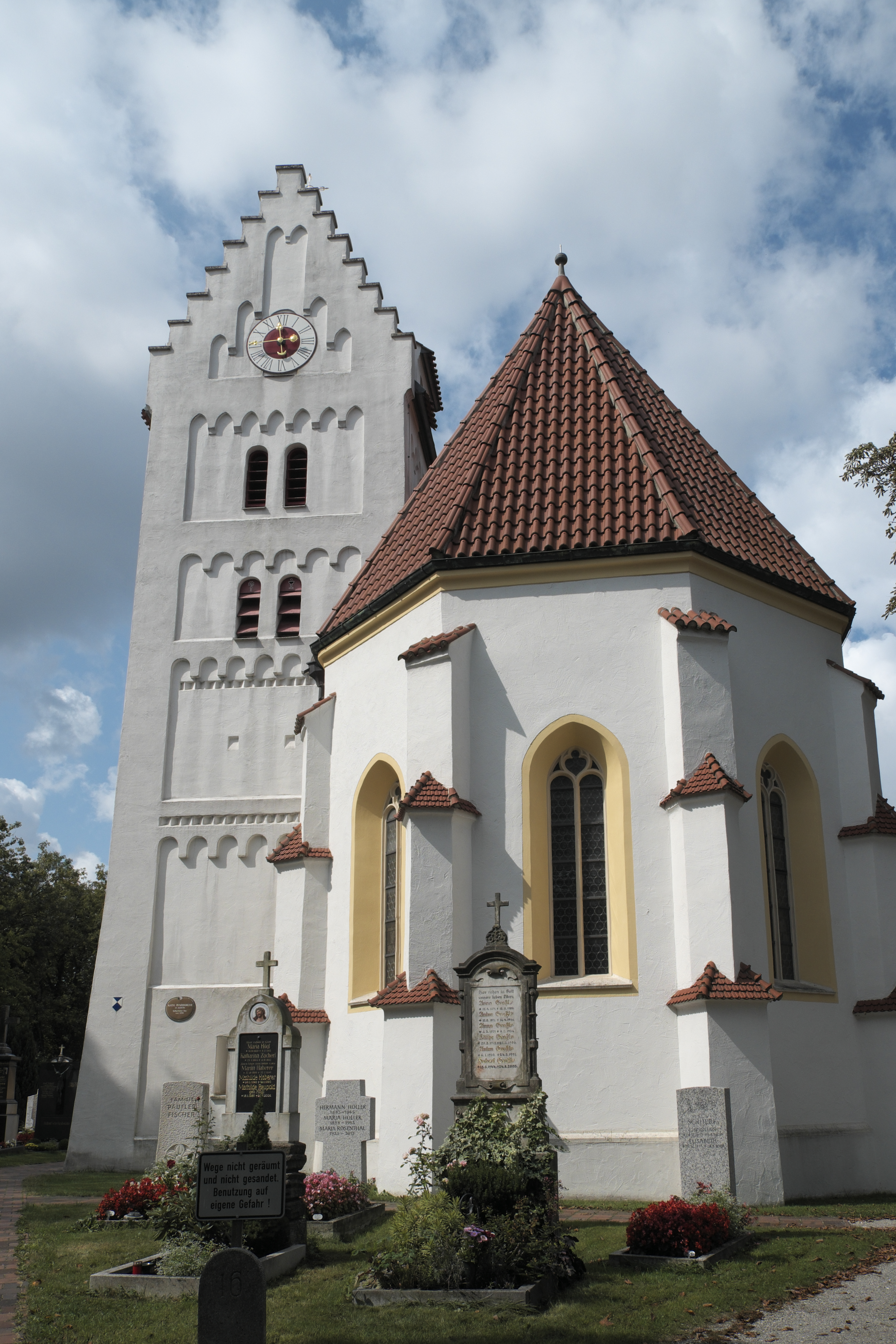
St. Martin, Untermenzing

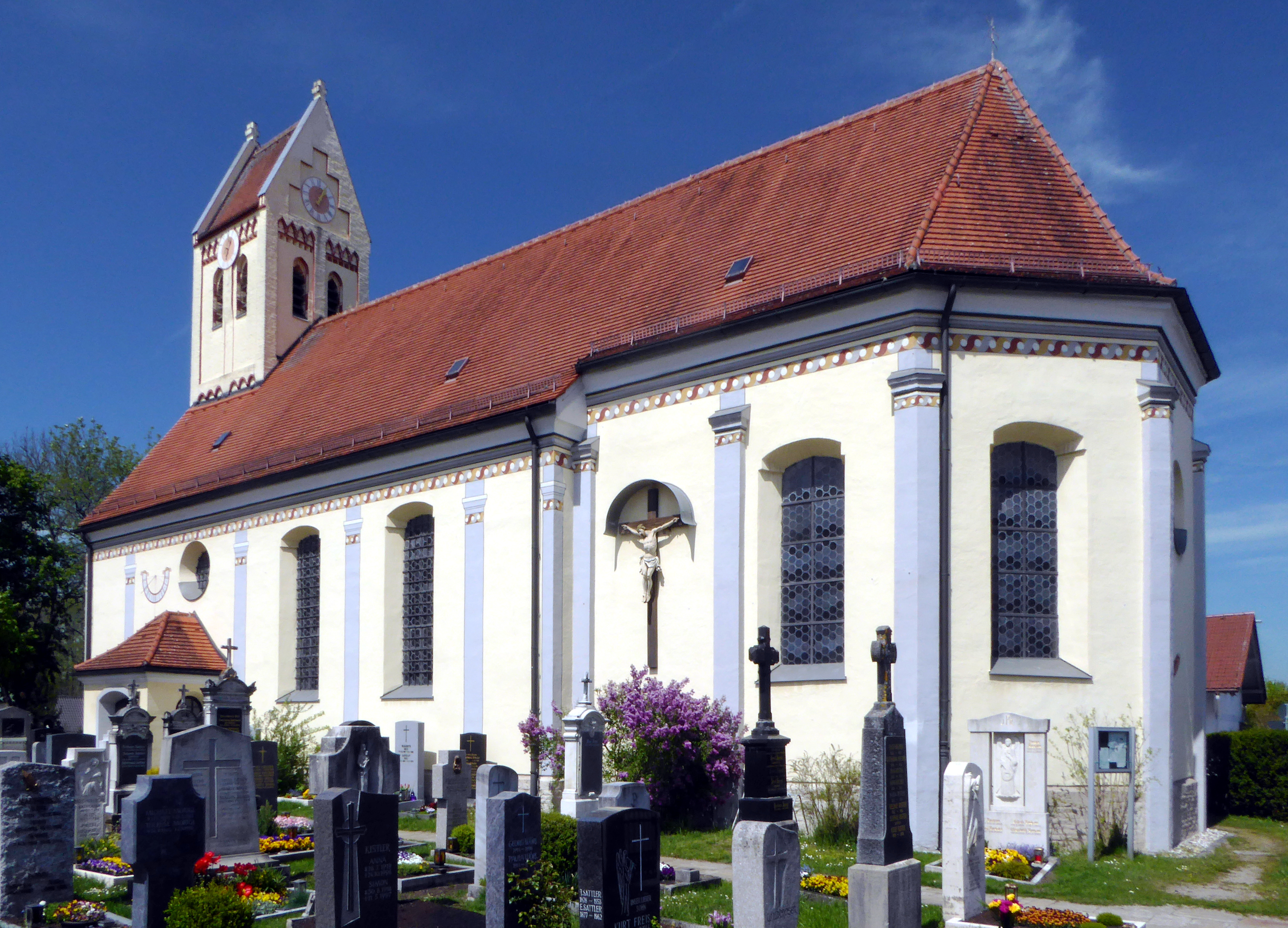
St. Peter und Paul, Allach

- Katholische Pfarrkirche St. Martin, Nr. 9, spätgotischer Saalbau mit eingezogenem Chor und westlichem Sattelturm mit Treppengiebel, bezeichnet 1499; mit Ausstattung (Denkmalliste D-1-62-000-1581)
- Katholische Pfarrkirche St. Peter und Paul, Nr. 195, mittelalterlicher Sattelturm, Chor um 1600, Langhaus von 1700; mit Ausstattung (Denkmalliste D-1-62-000-1599)

## Friedhöfe
- Friedhof Untermenzing, Nr. 9a, mit Grabsteinen; Leichenhaus, kreuzförmiger historisierender Walmdachbau mit offener Arkaden-Vorhalle und Stuckrelief, Gebrüder Ott, 1924 (Denkmalliste D-1-62-000-1581)
- Friedhof Allach, Nr. 197, mit Ummauerung und Grabsteinen (Denkmalliste D-1-62-000-1599)

## Denkmäler

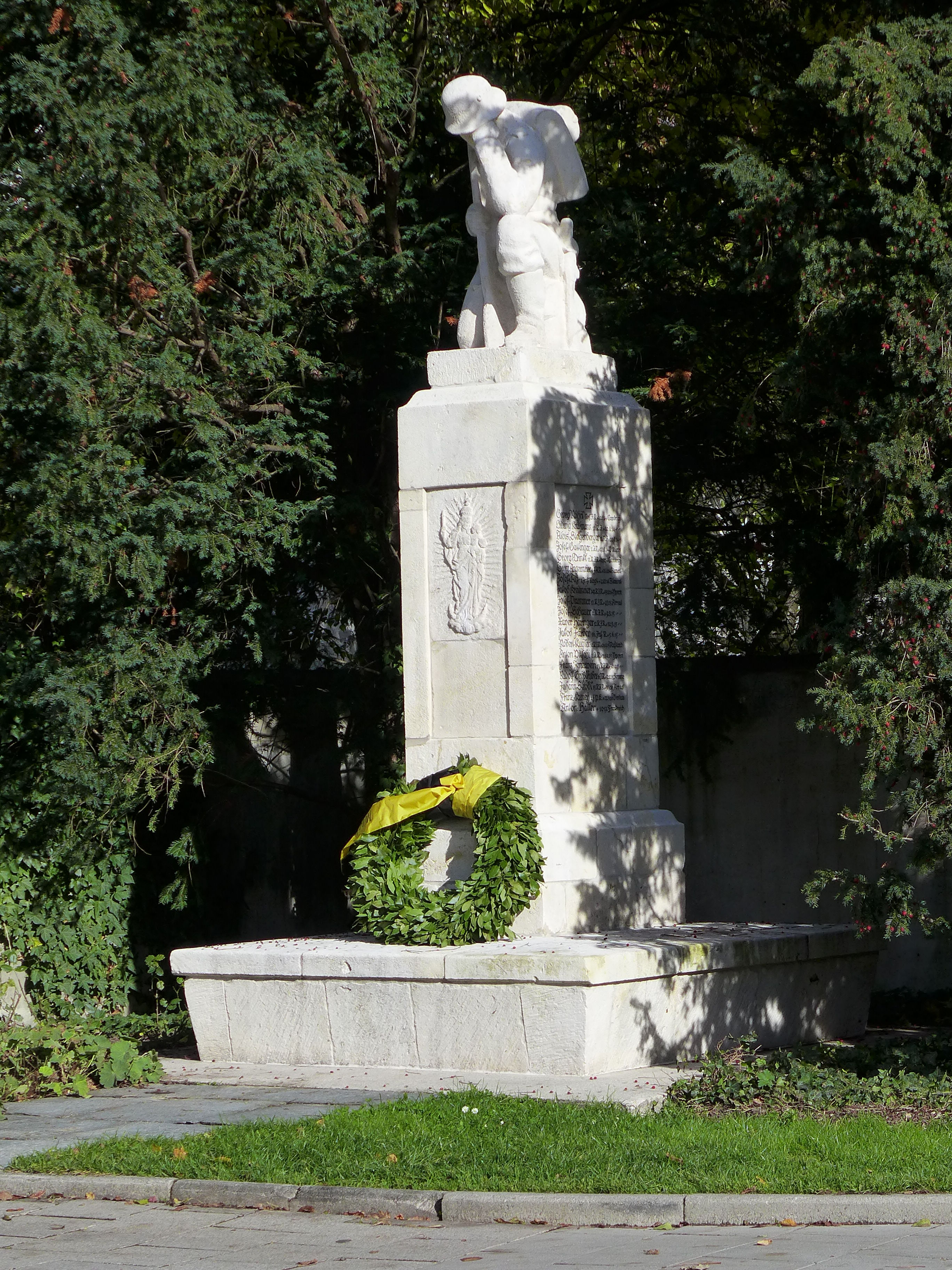
Kriegerdenkmal Untermenzing

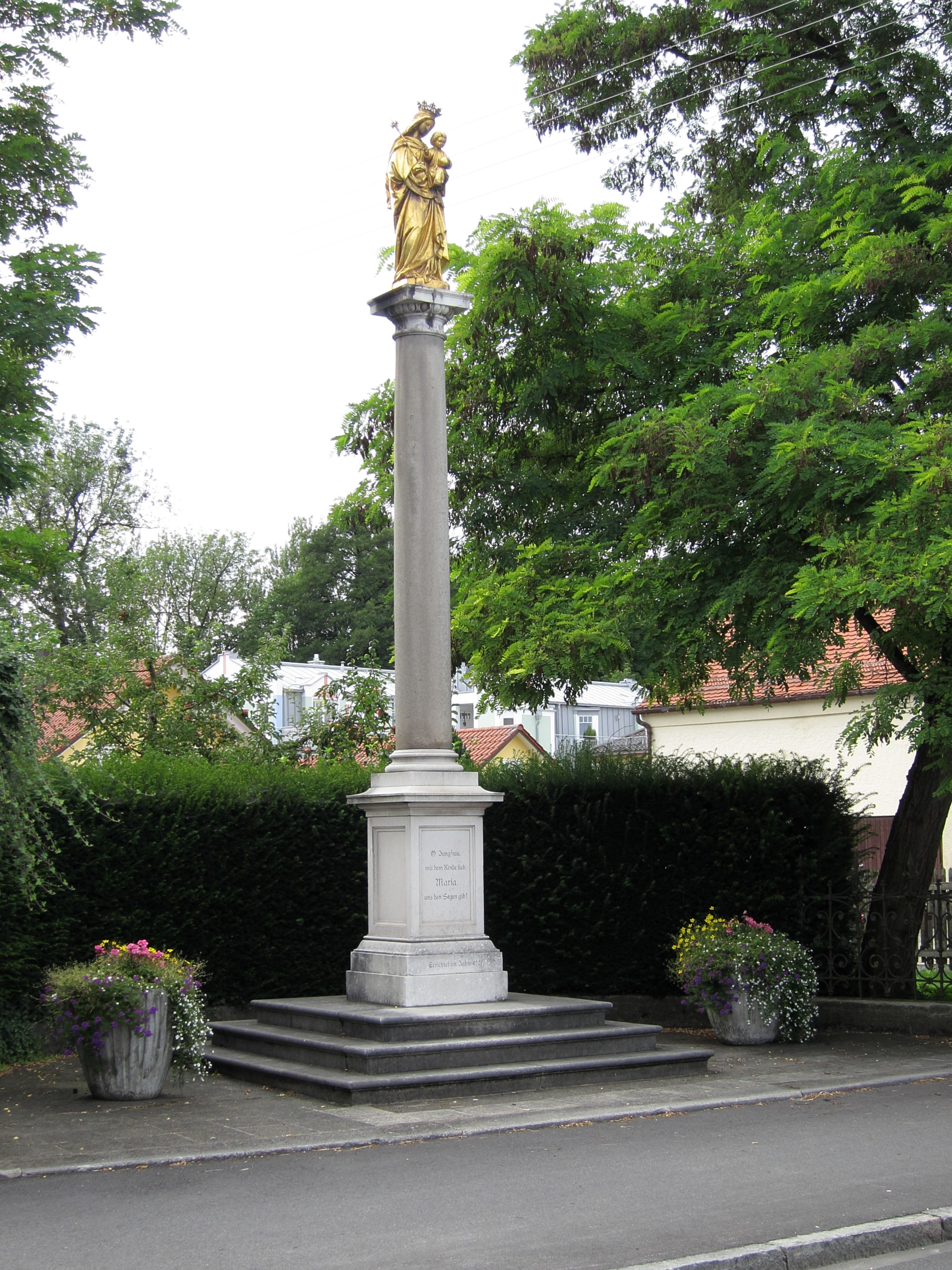
Mariensäule (Allach)

- Kriegerdenkmal, an der Einmündung der Pfarrer-Grimm-Straße: steinerne Soldatenfigur auf hohem Sockel von Alois Aufleger, 1924 (Denkmalliste D-1-62-000-1584)
- Mariensäule, Nr. 161, 1901, Neuaufstellung von 1934–35 (Denkmalliste D-1-62-000-1595)
- Todesmarschdenkmal, Ecke Höchstraße

## Sonstige Bauwerke
- Grundschule an der Eversbuschstraße 182[5]